# Flaviano di Costantinopoli
Flaviano (... – Lidia, 449) è stato arcivescovo di Costantinopoli ed è venerato come santo dalla Chiesa cattolica. Subì il martirio nel 449 in Lidia dopo essere stato deposto e aggredito durante il secondo Concilio di Efeso.

## Biografia

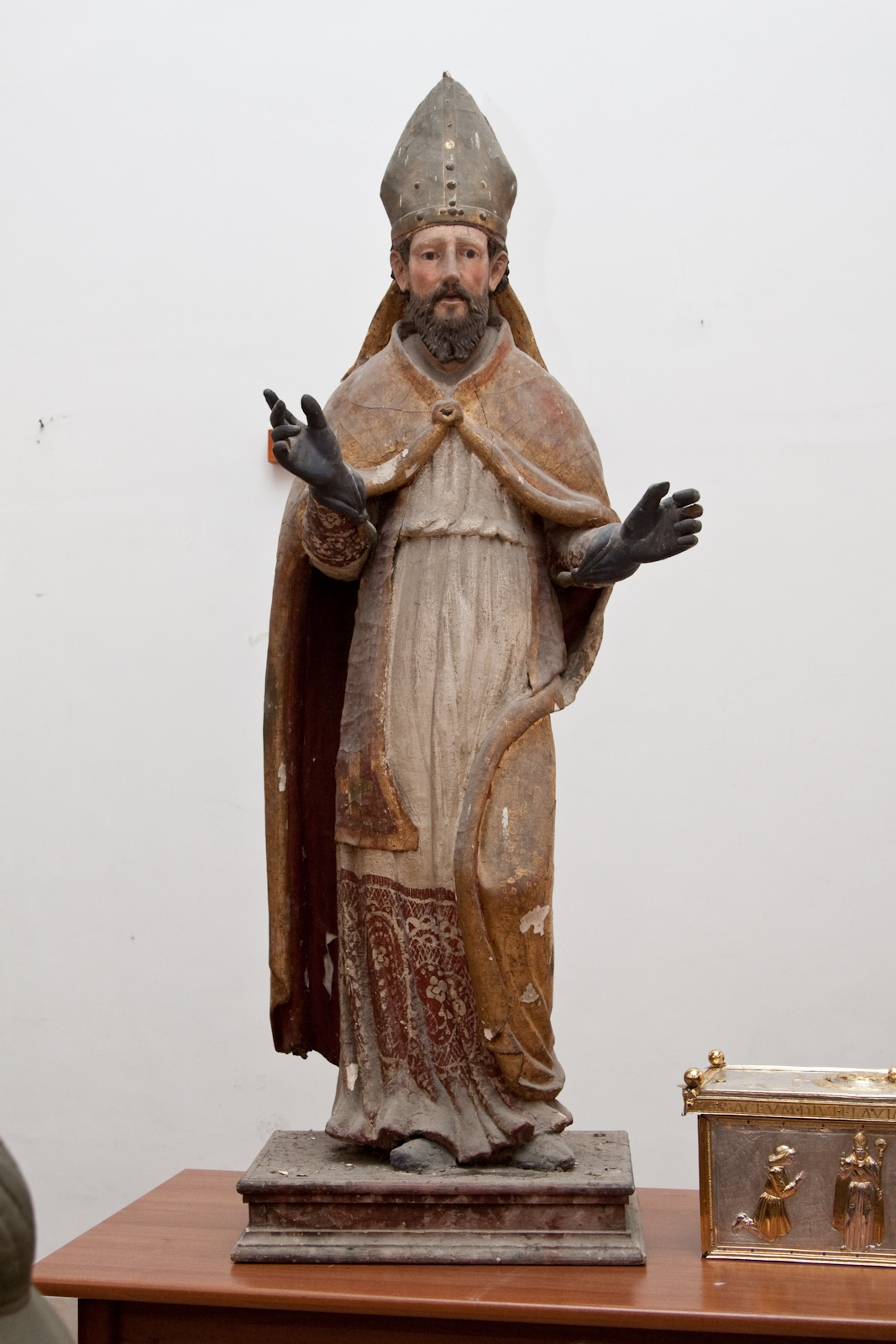
La statua di san Flaviano benedicente nel Duomo di Giulianova. Il Patriarca è raffigurato nei paramenti della liturgia latina. L'immagine mostra l'opera prima del restauro, senza ferula e palma del martirio. Ai piedi del Santo, l'urna rinascimentale che conserva le sue spoglie

Divenne patriarca di Costantinopoli nel 446.
Nel 448 iniziò la disputa teologica tra il monaco Eutiche, promulgatore della teoria del monofisismo, e quella di Nestorio, il quale difendeva la presenza in Cristo non di una compresenza, ma dell'unità non sostanziale ma solo morale di due status: quello divino ha trovato accoglienza in quello umano. 
L'8 novembre 448 Flaviano riunì il Sinodo permanente a Costantinopoli; il 22 novembre 30 vescovi e 24 archimandriti sottoscrissero la condanna delle sue proposizioni teologiche.. L'imperatore però decise che su Eutiche dovesse esprimersi la Chiesa universale. Convocò quindi un concilio ecumenico per l'anno successivo. Flaviano ottenne l'appoggio di papa Leone I che, in una lettera, elogiò il patriarca per la sua ortodossia, invitandolo a combattere «questo errore perverso e folle» (27 maggio 449). Deciso a sostenere Flaviano, Leone I inviò al Concilio due suoi legati, i quali depositarono una lunga lettera, nota come Tomus ad Flavianum, in cui il pontefice sottolineava la propria contrarietà verso le dottrine di Eutiche.
Il secondo Concilio di Efeso si tenne sotto la presidenza del Patriarca di Alessandria, Dioscoro I. Durante le fasi del Concilio  il pensiero di Eutiche, che trovava l'appoggio dell'imperatore Teodosio II, riscosse il favore della maggioranza dei padri conciliari, tanto che Dioscoro I di Alessandria ottenne la deposizione di quei teologi che appoggiavano il nestorianesimo. Nonostante la partecipazione dei legati pontifici ai lavori conciliari, Dioscoro intervenne per far sì che essi non leggessero il Tomus; quindi proclamò la dottrina di Eutiche conforme all'ortodossia. Di conseguenza, Flaviano fu deposto dalla carica e condannato all'esilio.
Poco dopo aver raggiunto il luogo di esilio in Lidia (regione dell'Anatolia), Flaviano subì un duro pestaggio. Morì per le percosse ricevute.

## Riabilitazione
Morto Teodosio II, la sorella Elia Pulcheria andata in sposa al senatore Marciano divenuto imperatore, fece riportare a Costantinopoli le spoglie di Flaviano, per scongiurare le offese dei seguaci di Eutiche e le depose nella chiesa dei Santi Apostoli.
Così nel 451 venne riunito il concilio di Calcedonia, nel quale, letta l'epistola censurata di papa Leone I, il monofisismo fu condannato, vennero esiliati Eutiche e Dioscoro I di Alessandria, e ritirata la scomunica al papa di Roma. Infine tutta l'assemblea ritirò le accuse contro Flaviano che fu venerato per la sua santità e per il suo martirio.

## Culto

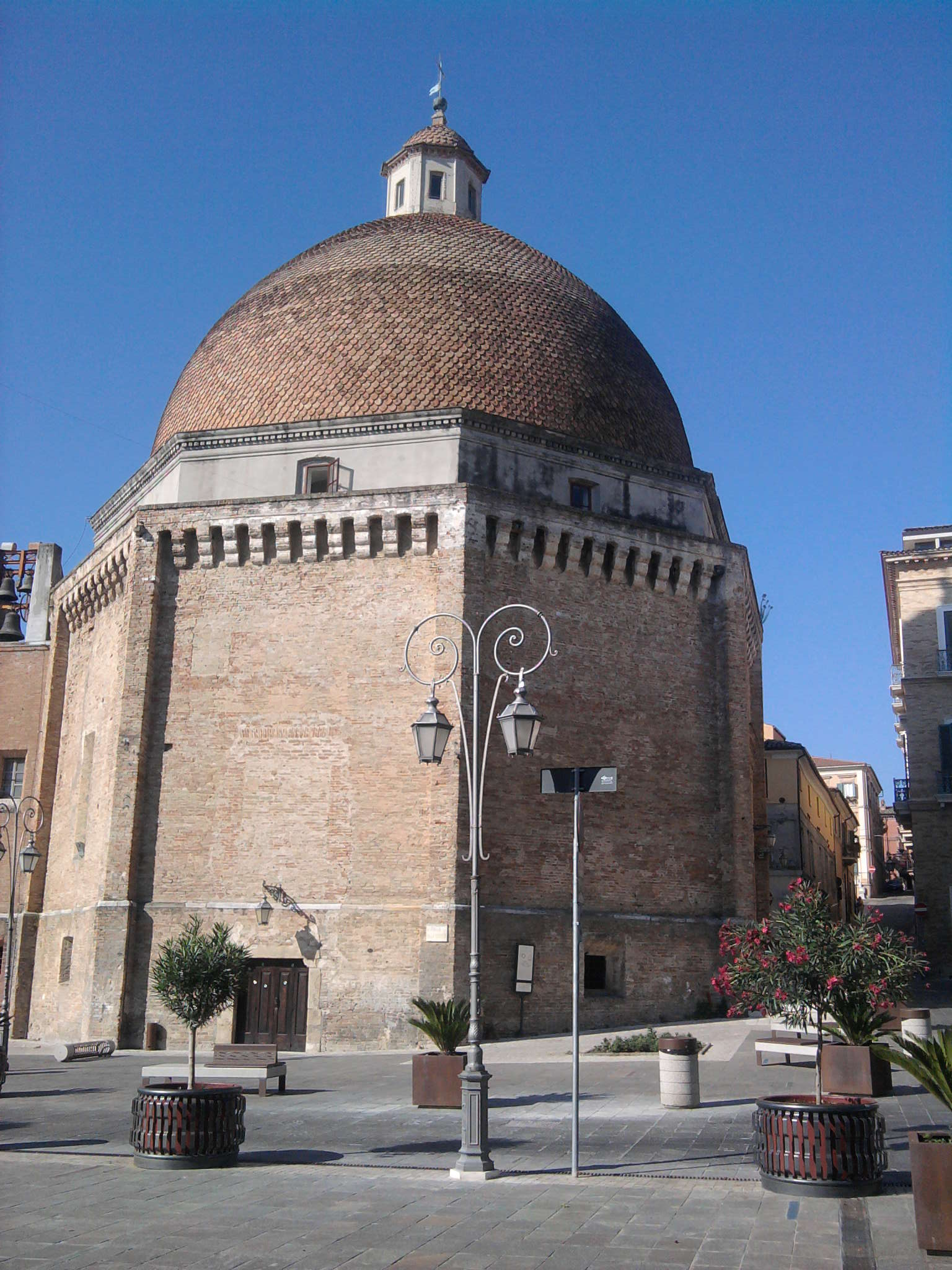
Il tempio dedicato al Santo, a Giulianova

Il Martirologio Romano ricorda san Flaviano al 17 febbraio.
Secondo una leggenda, le spoglie di san Flaviano vennero imbarcate per volere dell'imperatrice Galla Placidia per essere inviate a Ravenna. Durante il tragitto in mare la nave, forse dopo una tempesta, approdò senza equipaggio, sulla costa di Castrum Novum Piceni, l'odierna Giulianova, che da quel momento prese il nome di Castel San Flaviano. Il giorno dell'approdo è tradizionalmente riferito al 24 novembre. Sulle sponde venne costruito un grande tempio dedicato al Santo Patriarca e i suoi resti vennero collocati in un'arca di marmo. All'arricchimento del tempio, oggi non più esistente, contribuirono personaggi illustri come Carlo Magno. Oggi le ossa del patriarca riposano nel duomo di Giulianova in un'urna rinascimentale in oro e argento. Nella città adriatica, di cui è patrono da secoli, gli si tributa la festa il 24 novembre, giorno dell'arrivo delle spoglie.
San Flaviano è molto venerato in Abruzzo ed è patrono anche di Conversano, feudo di cui il conte di Giulianova, Giulio Antonio Acquaviva d'Aragona, entrò in possesso nel Quattrocento.
È compatrono della città di Recanati e della sua diocesi e, come Conversano, custodisce una reliquia del Santo Patriarca prelevata dai suoi resti mortali conservati a Giulianova.